# Командарм першого рангу

Петлиця командарма 1-го рангу

Петлиця на гімнастерку

Нарукавний шеврон командарма 1-го рангу з 3 грудня 1935

Командарм першого рангу — військове звання в РСЧА. Скорочення від «командувач армією». Введено в 1935 році, скасовано в 1940 році.
Вище командарма 2-го рангу, нижче за Маршала Радянського Союзу.
Відповідало військовим званням армійський комісар 1-го рангу та флагман флоту 1-го рангу.
Відповідало званню комісара держбезпеки 1-го рангу.

## Командарми 1-го рангу
Постановою ЦВК СРСР і РНК СРСР від 7 жовтня 1935 року звання було присвоєне наступним воєначальникам РСЧА:
- С. С. Каменєв — начальник Управління ППО РСЧА (помер в 1936 році до початку масових репресій в РСЧА);
- Й. Е. Якір — командувач військами КВО (розстріляний у «справі Тухачевського» 12 червня 1937);
- І. П. Уборевич — командувач військами БВО (розстріляний у «справі Тухачевського» 12 червня 1937);
- І. П. Бєлов — командувач військами МВО (розстріляний в 1938 році);
- Б. М. Шапошников — командувач військами ЛВО (7 травня 1940 став Маршалом Радянського Союзу).

В 1938 році звання командарма 1-го рангу отримали:
- І. Ф. Федько — командувач військами КВО (арештований 7 липня 1938, розстріляний);
- М. П. Фріновський — нарком ВМФ СРСР (арештований 6 квітня 1939, розстріляний).

В 1939 році звання командарма 1-го рангу отримали:
- Г. І. Кулик — заступник наркома оборони СРСР (7 травня 1940 став Маршалом Радянського Союзу, розстріляний 24 серпня 1950 року);
- С. К. Тимошенко — командувач військами КВО (7 травня 1940 став Маршалом Радянського Союзу).